# Ронсен, Шарль Филипп
Шарль Филипп Ронсе́н (фр. Charles-Philippe Ronsin; 1 декабря 1752, Суассон — 24 марта 1794, Париж) — французский государственный и военный деятель, один из вождей Великой французской революции, один из руководителей эбертистов, дивизионный генерал, драматург.

## Биография
Ронсен завоевал популярность после издания в 1791 году его драмы «Лига фанатиков и тиранов» (фр. La Ligue des fanatiques et des tyrans), написанной на революционно-патриотические сюжеты. Ронсен с воодушевлением принял революцию, вступил в Клуб кордельеров и парижскую Национальную гвардию. Был военным комиссаром в армии Дюмурье. В июле 1793 года возглавляет подавление контрреволюционных восстаний в Вандее и Лионе.
С апреля по август 1793 года занимает должность помощника военного министра. В сентябре 1793 года назначен первым командующим Революционной армии. Вместе с другими эбертистами Ронсен требовал дальнейшего развития революции. 17 декабря 1793 года был арестован, но под давлением Клуба кордельеров 3 февраля 1794 года освобождён. 8 марта 1794 года произнёс у кордельеров речь, в которой требовал продолжения и углубления революции. В ночь на 14 марта 1794 года Ронсен был вместе с другими вождями эбертистов арестован и 24 марта 1794 года казнён на гильотине.

## Сочинения
- «Theatre de M. Ronsin», Париж, 1786 год
- «Correspondance de Ronsin, comissaire-ordonnateur en chef de l`armee de la Belgique avec les Commissaires de la Convention nationale», Париж, 1793 год